# فهرست کشورها بر پایه هزینه‌های نظامی

نمودار دایره ای هزینه های نظامی کشور ها در سال ۲۰۱۹ (میلیارد دلار)

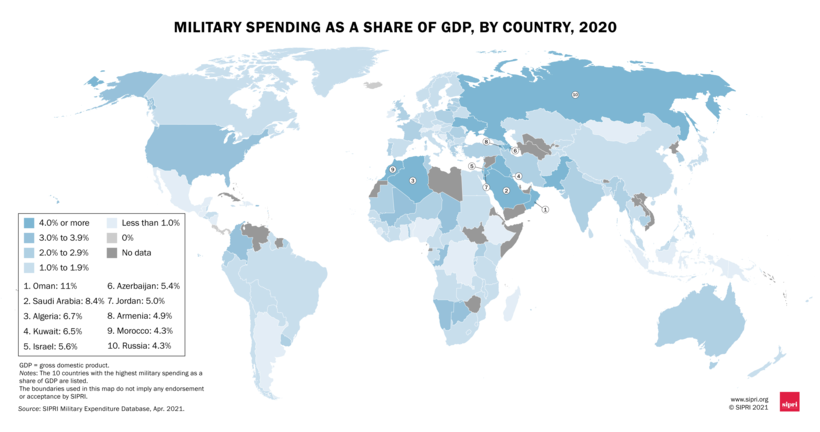
درصد هزینه های نظامی از کل تولید ناخالص داخلی در سال ۲۰۲۰ (SIPRI)

فهرست کشور ها بر پایه هزینه های نظامی، فهرست کشورها بر اساس هزینه‌های اختصاص داده شده به حوزه نظامی می‌باشد که معمولا بر پایه میلیارد دلار است. این ارقام بر اساس پژوهشی درباره رتبه‌بندی هزینه‌های نظامی در سال ۲۰۲۴از سوی "انستیتوی بین‌المللی پژوهش‌های استراتژیک (IISS)" ارائه شده است.
آمریکا
آمریکا به عنوان عضوی از پیمان ناتو که بزرگترین بودجه نظامی را دارد، با ۸۰۰ میلیارد و ۶۷۲ میلیون دلار (برابر با حدود ۷۰۰ میلیارد یورو) یعنی چهار برابر چین (با ۲۹۳ میلیارد دلار) و بیش از ۱۲ برابر روسیه (با ۶۵ میلیارد دلار) در صدر این فهرست قرار گرفته است. این میزان هزینه نظامی ایالات متحده آمریکا برابر است با ۴۰ درصد کل هزینه‌های نظامی در سطح جهان.
 اتحادیه اروپا 
بر پایه این پژوهش، در میان کشورهای اروپایی عضو ناتو، بریتانیا با ۶۱،۵ میلیارد دلار هزینه نظامی سال ۲۰۲۰ در جایگاه نخست قرار دارد. پس از آن فرانسه با ۵۵ میلیارد دلار و آلمان با ۵۱،۳ میلیارد دلار جایگاه دوم و سوم را به خود اختصاص داده‌اند.

ایران
برای تشخیص واقعی بودجه نظامی ایران، بایستی نظام یارانه ای و سربازی اجباری را هم لحاظ کرد. مثلا در قیاس با ایالات متحده آمریکا و سایر کشورها با اقتصاد آزاد، در امریکا باید سوخت را ازاد خریداری کرد ولی در ایران، یارانه غیرمستقیم دارد. بعلاوه که در ایران، سربازان اجباری، حقوق و مزایای آنچنانی دریافت نمی‌کنند. آب، برق، گاز و حتی موادغذایی هم از یارانه دولتی بهره‌ای دارند و این موجب کاهش جدی هزینه‌های نظامی و لحاظ نشدن آن می‌شود. در کل، علت اصلی ارزان‌قیمت بودن تولیدات نظامی ایران نیز استفاده از یارانه غیرمستقیم است. البته برای تشخیص قدرت نظامی واقعی یک کشور، صرف نگاه به بودجه نظامی سالانه اشتباه است زیرا این امکان وجود دارد که بودجه نظامی زیادی برای کشوری مثل ایران وجود نداشته باشد اما آن کشور دارای زیرساخت‌ها و تسلیحات نظامی قدرتمندی باشد که یا از گذشته ذخیره شده و یا از یارانه غیرمستقیم استفاده می کند. ضمنا ساختار سربازی اجباری در کشورهایی مثل عربستان سعودی، آمریکا، چین و... وجود ندارد که این به معنای اختصاص بخشی از بودجه ایشان به حقوق نظامیان می باشد و متعاقبا این در ایران متفاوت است.

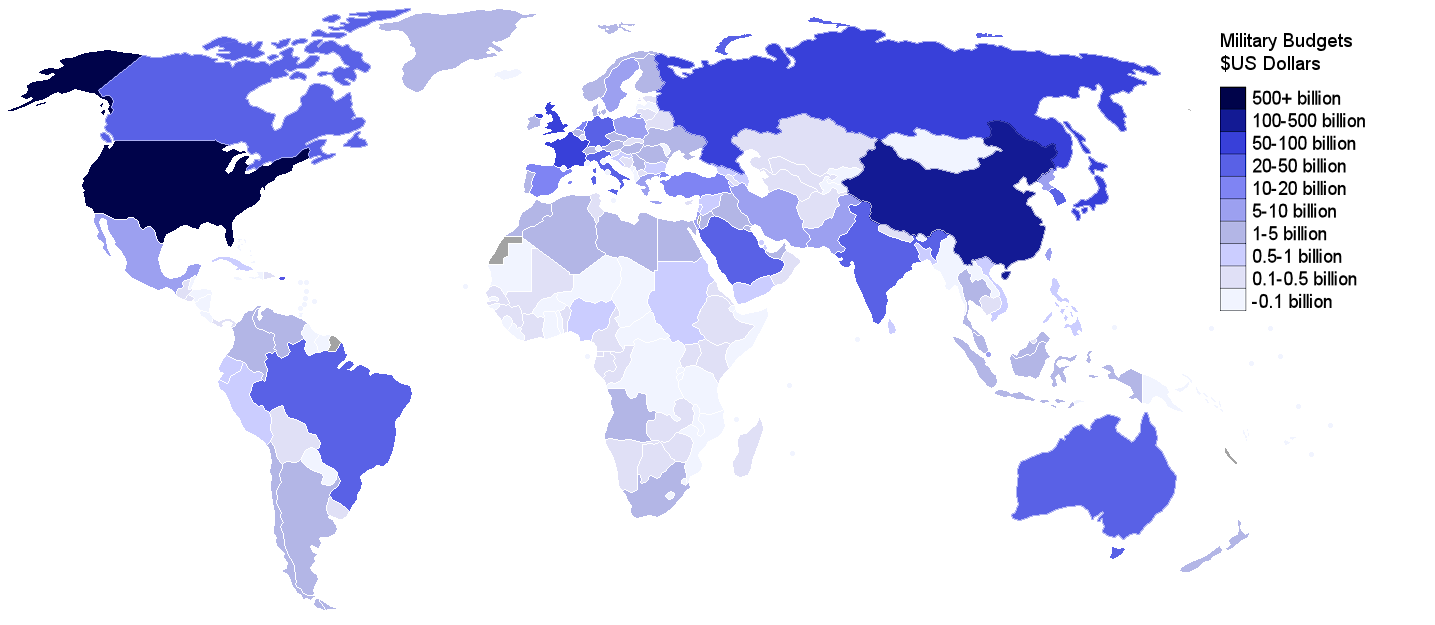
هزینه‌های نظامی

## فهرست
فهرست زیر لیست کشورها بر اساس هزینه‌های اختصاص داده شده به حوزه نظامی می‌باشد که توسط مؤسسه بین‌المللی مطالعات استراتژیک در سال ۲۰۲۴ ارائه شده‌است که در آن آمریکا با ۹۰۵ میلیارد دلار، رتبه اول را دارا است.
| رتبه | کشور                | هزینه (میلیارد دلار$) | درصد نسبت به کل هزینه‌های نظامی در جهان |
| —    | مجموع (جهان)        | ۱۷۳۹                  | ۱۰۰                                    |
| ۱    | ایالات متحده آمریکا | ۹۰۵                   | ۳۷                                     |
| ۲    | چین                 | ۴۰۸                   | ۱۲                                     |
| ۳    | روسیه               | ۳۰۰                   | ۴/۵                                    |
| ۴    | هند                 | ۷۳/۶                  | ۳/۴                                    |
| ۵    | بریتانیا            | ۷۳/۵                  | ۳/۴                                    |
| ۶    | عربستان سعودی       | ۶۹/۱                  | ۳/۱                                    |
| ۷    | آلمان               | ۶۳/۷                  | ۳/۱                                    |
| ۸    | فرانسه              | ۶۰/۰                  | ۲/۷                                    |
| ۹    | ژاپن                | ۴۹                    | ۲/۷                                    |
| ۱۰   | کره جنوبی           | ۴۳/۸                  | ۲/۵                                    |
| ۱۱   | استرالیا            | ۳۴/۴                  | ۲/۱                                    |
| ۱۲   | ایتالیا             | ۳۲/۷                  | ۲                                      |
| ۱۳   | اوکراین             | ۳۱/۱                  | ۱/۵                                    |
| ۱۴   | برزیل               | ۲۴/۲                  | ۱/۳                                    |
| ۱۵   | کانادا              | ۲۴/۲                  | ۱٫۲                                    |

[بروزرسانی شود]
- فهرست زیر هزینه‌های نظامی کشورها را طبق درصد تولید ناخالص داخلی کشورها نوشته‌است.[۲]

۹۳||  || ایران || align=right| ۱٫۸ || align="right" | ۲۰۰۸

| رتبه |                       | کشور                  | نسبت هزینه‌های نظامی به تولید ناخالص داخلی | تاریخ اطلاعات |
| ---- | --------------------- | --------------------- | ----------------------------------------- | ------------- |
| ۱    | عمان                  | عمان                  | ۱۱٫۴                                      | ۲۰۰۵          |
| ۲    | قطر                   | قطر                   | ۱۰                                        | ۲۰۰۵          |
| ۳    | عربستان سعودی         | عربستان سعودی         | ۱۰                                        | ۲۰۰۵          |
| ۴    | عراق                  | عراق                  | ۸٫۶                                       | ۲۰۰۶          |
| ۵    | اردن                  | اردن                  | ۸٫۶                                       | ۲۰۰۶          |
| ۶    | اسرائیل               | اسرائیل               | ۷٫۳                                       | ۲۰۰۶          |
| ۷    | یمن                   | یمن                   | ۶٫۶                                       | ۲۰۰۶          |
| ۸    | ارمنستان              | ارمنستان              | ۶٫۵                                       | FY۰۱          |
| ۹    | اریتره                | اریتره                | ۶٫۳                                       | ۲۰۰۶          |
| ۱۰   | مقدونیه شمالی         | مقدونیه               | ۶                                         | ۲۰۰۵          |
| ۱۱   | بوروندی               | بوروندی               | ۵٫۹                                       | ۲۰۰۶          |
| ۱۲   | سوریه                 | سوریه                 | ۵٫۹                                       | ۲۰۰۵          |
| ۱۳   | آنگولا                | آنگولا                | ۵٫۷                                       | ۲۰۰۶          |
| ۱۴   | موریتانی              | موریتانی              | ۵٫۵                                       | ۲۰۰۶          |
| ۱۵   | مالدیو                | مالدیو                | ۵٫۵                                       | ۲۰۰۵          |
| ۱۶   | کویت                  | کویت                  | ۵٫۳                                       | ۲۰۰۶          |
| ۱۷   | ترکیه                 | ترکیه                 | ۵٫۳                                       | ۲۰۰۵          |
| ۱۸   | السالوادور            | السالوادور            | ۵                                         | ۲۰۰۶          |
| ۱۹   | مراکش                 | مراکش                 | ۵                                         | ۲۰۰۳          |
| ۲۰   | سنگاپور               | سنگاپور               | ۴٫۹                                       | ۲۰۰۵          |
| ۲۱   | اسواتینی              | سوازیلند              | ۴٫۷                                       | ۲۰۰۶          |
| ۲۲   | بحرین                 | بحرین                 | ۴٫۵                                       | ۲۰۰۶          |
| ۲۳   | بوسنی و هرزگوین       | بوسنی و هرزگووین      | ۴٫۵                                       | ۲۰۰۵          |
| ۲۴   | برونئی                | برونئی                | ۴٫۵                                       | ۲۰۰۶          |
| ۲۵   | یونان                 | یونان                 | ۴٫۳                                       | ۲۰۰۵          |
| ۲۶   | چاد                   | چاد                   | ۴٫۲                                       | ۲۰۰۶          |
| ۲۷   | ایالات متحده آمریکا   | ایالات متحده          | ۴٫۰۶                                      | ۲۰۰۵          |
| ۲۸   | لیبی                  | لیبی                  | ۳٫۹                                       | ۲۰۰۵          |
| ۲۹   | روسیه                 | روسیه                 | ۳٫۹                                       | ۲۰۰۵          |
| ۳۰   | تاجیکستان             | تاجیکستان             | ۳٫۹                                       | ۲۰۰۵          |
| ۳۱   | کوبا                  | کوبا                  | ۳٫۸                                       | ۲۰۰۶          |
| ۳۲   | جیبوتی                | جیبوتی                | ۳٫۸                                       | ۲۰۰۶          |
| ۳۳   | قبرس                  | قبرس                  | ۳٫۸                                       | ۲۰۰۵          |
| ۳۴   | زیمبابوه              | زیمبابوه              | ۳٫۸                                       | ۲۰۰۶          |
| ۳۵   | نامیبیا               | نامیبیا               | ۳٫۷                                       | ۲۰۰۶          |
| ۳۶   | کلمبیا                | کلمبیا                | ۳٫۵                                       | ۲۰۰۷          |
| ۳۷   | اکوادور               | اکوادور               | ۳٫۴                                       | ۲۰۰۸          |
| ۳۸   | گابن                  | گابن                  | ۳٫۴                                       | ۲۰۰۵          |
| ۳۹   | مصر                   | مصر                   | ۳٫۴                                       | ۲۰۰۵          |
| ۴۰   | ترکمنستان             | ترکمنستان             | ۳٫۴                                       | ۲۰۰۵          |
| ۴۱   | الجزایر               | الجزایر               | ۳٫۳                                       | ۲۰۰۶          |
| ۴۲   | بوتسوانا              | بوتسوانا              | ۳٫۳                                       | ۲۰۰۶          |
| ۴۳   | امارات متحده عربی     | امارات متحده عربی     | ۳٫۱                                       | ۲۰۰۵          |
| ۴۴   | گینه بیسائو           | گینه بیسائو           | ۳٫۱                                       | ۲۰۰۵          |
| ۴۵   | لبنان                 | لبنان                 | ۳٫۱                                       | ۲۰۰۵          |
| ۴۶   | جمهوری کنگو           | جمهوری کنگو           | ۳٫۱                                       | ۲۰۰۶          |
| ۴۷   | جزایر سلیمان          | جزایر سلیمان          | ۳                                         | ۲۰۰۶          |
| ۴۸   | کامبوج                | کامبوج                | ۳                                         | ۲۰۰۵          |
| ۴۹   | اتیوپی                | اتیوپی                | ۳                                         | ۲۰۰۶          |
| ۵۰   | اندونزی               | اندونزی               | ۳                                         | ۲۰۰۵          |
| ۵۱   | سودان                 | سودان                 | ۳                                         | ۲۰۰۵          |
| ۵۲   | پاکستان               | پاکستان               | ۳                                         | ۲۰۰۷          |
| ۵۳   | رواندا                | رواندا                | ۲٫۹                                       | ۲۰۰۶          |
| ۵۴   | کومور                 | کومور                 | ۲٫۸                                       | ۲۰۰۶          |
| ۵۵   | کنیا                  | کنیا                  | ۲٫۸                                       | ۲۰۰۶          |
| ۵۶   | شیلی                  | شیلی                  | ۲٫۷                                       | ۲۰۰۶          |
| ۵۷   | کره جنوبی             | کره جنوبی             | ۲٫۷                                       | ۲۰۰۶          |
| ۵۸   | جمهوری آذربایجان      | جمهوری آذربایجان      | ۲٫۶                                       | ۲۰۰۵          |
| ۵۹   | لسوتو                 | لسوتو                 | ۲٫۶                                       | ۲۰۰۶          |
| ۶۰   | فرانسه                | فرانسه                | ۲٫۶                                       | ۲۰۰۵          |
| ۶۱   | برزیل                 | برزیل                 | ۲٫۶                                       | ۲۰۰۶          |
| ۶۲   | سری‌لانکا              | سریلانکا              | ۲٫۶                                       | ۲۰۰۶          |
| ۶۳   | بلغارستان             | بلغارستان             | ۲٫۶                                       | ۲۰۰۵          |
| ۶۵   | جمهوری دموکراتیک کنگو | جمهوری دموکراتیک کنگو | ۲٫۵                                       | ۲۰۰۶          |
| ۶۶   | هند                   | هندوستان              | ۲٫۵                                       | ۲۰۰۶          |
| ۶۷   | بریتانیا              | بریتانیا              | ۲٫۵                                       | ۲۰۰۸          |
| ۶۸   | ویتنام                | ویتنام                | ۲٫۵                                       | ۲۰۰۵          |
| ۶۹   | استرالیا              | استرالیا              | ۲٫۴                                       | ۲۰۰۶          |
| ۷۰   | کرواسی                | کرواسی                | ۲٫۳۹                                      | ۲۰۰۵          |
| ۷۱   | پرتغال                | پرتغال                | ۲٫۳                                       | ۲۰۰۵          |
| ۷۲   | سیرالئون              | سیرالئون              | ۲٫۳                                       | ۲۰۰۶          |
| ۷۳   | فیجی                  | فیجی                  | ۲٫۲                                       | ۲۰۰۵          |
| ۷۴   | تایوان                | تایوان                | ۲٫۲                                       | ۲۰۰۶          |
| ۷۵   | اوگاندا               | اوگاندا               | ۲٫۲                                       | ۲۰۰۶          |
| ۷۶   | میانمار               | برمه                  | ۲٫۱                                       | ۲۰۰۵          |
| ۷۷   | مالزی                 | مالزی                 | ۲٫۰۳                                      | ۲۰۰۵          |
| ۷۸   | استونی                | استونی                | ۲                                         | ۲۰۰۵          |
| ۷۹   |                       | مجموع کل جهان         | ۲                                         | ۲۰۰۵          |
| ۸۰   | ازبکستان              | ازبکستان              | ۲                                         | ۲۰۰۵          |
| ۸۱   | سیشل                  | سیشل                  | ۲                                         | ۲۰۰۶          |
| ۸۲   | فنلاند                | فنلاند                | ۲                                         | ۲۰۰۵          |
| ۸۳   | افغانستان             | افغانستان             | ۱٫۹                                       | ۲۰۰۶          |
| ۸۴   | رومانی                | رومانی                | ۱٫۹                                       | ۲۰۰۷          |
| ۸۵   | نروژ                  | نروژ                  | ۱٫۹                                       | ۲۰۰۵          |
| ۸۶   | مالی                  | مالی                  | ۱٫۹                                       | ۲۰۰۶          |
| ۸۷   | بولیوی                | بولیوی                | ۱٫۹                                       | ۲۰۰۶          |
| ۸۸   | اسلواکی               | اسلواکی               | ۱٫۸۷                                      | ۲۰۰۵          |
| ۸۹   | گویان                 | گویان                 | ۱٫۸                                       | ۲۰۰۶          |
| ۹۰   | تایلند                | تایلند                | ۱٫۸                                       | ۲۰۰۵          |
| ۹۱   | زامبیا                | زامبیا                | ۱٫۸                                       | ۲۰۰۵          |
| ۹۲   | ایتالیا               | ایتالیا               | ۱٫۸                                       | ۲۰۰۵          |
| ۹۴   | مجارستان              | مجارستان              | ۱٫۷۵                                      | ۲۰۰۵          |
| ۹۵   | لهستان                | لهستان                | ۱٫۷۱                                      | ۲۰۰۵          |
| ۹۶   | چین                   | چین                   | ۱٫۷                                       | ۲۰۰۹          |
| ۹۷   | بنین                  | بنین                  | ۱٫۷                                       | ۲۰۰۶          |
| ۹۸   | گینه                  | گینه                  | ۱٫۷                                       | ۲۰۰۶          |
| ۹۹   | آفریقای جنوبی         | آفریقای جنوبی         | ۱٫۷                                       | ۲۰۰۶          |
| ۹۹   | اسلوونی               | اسلونی                | ۱٫۷                                       | ۲۰۰۵          |
| ۱۰۰  | ساحل عاج              | ساحل عاج              | ۱٫۶                                       | ۲۰۰۵          |
| ۱۰۱  | هلند                  | هلند                  | ۱٫۶                                       | ۲۰۰۵          |
| ۱۰۲  | توگو                  | توگو                  | ۱٫۶                                       | ۲۰۰۵          |
| ۱۰۳  | اروگوئه               | اروگوئه               | ۱٫۶                                       | ۲۰۰۶          |
| ۱۰۴  | نپال                  | نپال                  | ۱٫۶                                       | ۲۰۰۶          |
| ۱۰۵  | بنگلادش               | بنگلادش               | ۱٫۵                                       | ۲۰۰۶          |
| ۱۰۶  | سوئد                  | سوئد                  | ۱٫۵                                       | ۲۰۰۵          |
| ۱۰۷  | پرو                   | پرو                   | ۱٫۵                                       | ۲۰۰۶          |
| ۱۰۸  | نیجریه                | نیجریه                | ۱٫۵                                       | ۲۰۰۶          |
| ۱۰۹  | دانمارک               | دانمارک               | ۱٫۵                                       | ۲۰۰۵          |
| ۱۱۰  | آلمان                 | آلمان                 | ۱٫۵                                       | ۲۰۰۵          |
| ۱۱۱  | آلبانی                | آلبانی                | ۱٫۴۹                                      | ۲۰۰۵          |
| ۱۱۲  | جمهوری چک             | جمهوری چک             | ۱٫۴۶                                      | ۲۰۰۷          |
| ۱۱۳  | بلیز                  | بلیز                  | ۱٫۴                                       | ۲۰۰۶          |
| ۱۱۴  | اوکراین               | اوکراین               | ۱٫۴                                       | ۲۰۰۵          |
| ۱۱۵  | بلاروس                | بلاروس                | ۱٫۴                                       | ۲۰۰۵          |
| ۱۱۶  | قرقیزستان             | قرقیزستان             | ۱٫۴                                       | ۲۰۰۵          |
| ۱۱۷  | پاپوآ گینه نو         | پاپوآ گینه نو         | ۱٫۴                                       | ۲۰۰۵          |
| ۱۱۸  | تونس                  | تونس                  | ۱٫۴                                       | ۲۰۰۶          |
| ۱۱۹  | سنگال                 | سنگال                 | ۱٫۴                                       | ۲۰۰۵          |
| ۱۲۰  | کانادا                | کانادا                | ۱٫۴                                       | ۲۰۰۶          |
| ۱۲۱  | مغولستان              | مغولستان              | ۱٫۳                                       | ۲۰۰۶          |
| ۱۲۲  | کامرون                | کامرون                | ۱٫۳                                       | ۲۰۰۶          |
| ۱۲۳  | نیجر                  | نیجر                  | ۱٫۳                                       | ۲۰۰۶          |
| ۱۲۴  | مالاوی                | مالاوی                | ۱٫۳                                       | ۲۰۰۶          |
| ۱۲۵  | لیبریا                | لیبریا                | ۱٫۳                                       | ۲۰۰۶          |
| ۱۲۶  | بلژیک                 | بلژیک                 | ۱٫۲                                       | ۲۰۰۵          |
| ۱۲۷  | لتونی                 | لتونی                 | ۱٫۲                                       | ۲۰۰۵          |
| ۱۲۸  | بورکینافاسو           | بورکینا فاسو          | ۱٫۲                                       | ۲۰۰۶          |
| ۱۲۹  | ونزوئلا               | ونزوئلا               | ۱٫۲                                       | ۲۰۰۵          |
| ۱۳۰  | اسپانیا               | اسپانیا               | ۱٫۲                                       | ۲۰۰۵          |
| ۱۳۱  | لیتوانی               | لیتوانی               | ۱٫۲                                       |               |
| ۱۳۲  | جمهوری آفریقای مرکزی  | جمهوری آفریقای مرکزی  | ۱٫۱                                       | ۲۰۰۶          |
| ۱۳۳  | بوتان (کشور)          | بوتان                 | ۱                                         | ۲۰۰۵          |
| ۱۳۴  | ماداگاسکار            | ماداگاسکار            | ۱                                         | ۲۰۰۶          |
| ۱۳۵  | سوئیس                 | سوئیس                 | ۱                                         | ۲۰۰۵          |
| ۱۳۶  | پاناما                | پاناما                | ۱                                         | ۲۰۰۶          |
| ۱۳۷  | پاراگوئه              | پاراگوئه              | ۱                                         | ۲۰۰۶          |
| ۱۳۸  | نیوزیلند              | نیوزلند               | ۱                                         | ۲۰۰۵          |
| ۱۳۹  | اتریش                 | اتریش                 | ۰٫۹                                       | ۲۰۰۵          |
| ۱۴۰  | قزاقستان              | قزاقستان              | ۰٫۹                                       | FY۰۲          |
| ۱۴۱  | لوکزامبورگ            | لوکزامبورگ            | ۰٫۹                                       | ۲۰۰۵          |
| ۱۴۲  | تونگا                 | تونگا                 | ۰٫۹                                       | ۲۰۰۶          |
| ۱۴۳  | سومالی                | سومالی                | ۰٫۹                                       | ۲۰۰۵          |
| ۱۴۴  | فیلیپین               | فیلیپین               | ۰٫۹                                       | ۲۰۰۵          |
| ۱۴۵  | جمهوری ایرلند         | ایرلند                | ۰٫۹                                       | ۲۰۰۵          |
| ۱۴۶  | آرژانتین              | آرژانتین              | ۰٫۸                                       | ۲۰۰۹          |
| ۱۴۷  | جمهوری دومینیکن       | جمهوری دومنیکن        | ۰٫۸                                       | ۲۰۰۶          |
| ۱۴۸  | سائوتومه و پرنسیپ     | سائوتومه و پرینسیپ    | ۰٫۸                                       | ۲۰۰۶          |
| ۱۴۹  | ژاپن                  | ژاپن                  | ۰٫۸                                       | ۲۰۰۶          |
| ۱۵۰  | موزامبیک              | موزامبیک              | ۰٫۸                                       | ۲۰۰۶          |
| ۱۵۱  | غنا                   | غنا                   | ۰٫۸                                       | ۲۰۰۶          |
| ۱۵۲  | کیپ ورد               | کیپ ورد               | ۰٫۷                                       | ۲۰۰۵          |
| ۱۵۳  | مالت                  | مالت                  | ۰٫۷                                       | ۲۰۰۶          |
| ۱۵۴  | هندوراس               | هندوراس               | ۰٫۶                                       | ۲۰۰۶          |
| ۱۵۵  | نیکاراگوئه            | نیکاراگوئه            | ۰٫۶                                       | ۲۰۰۶          |
| ۱۵۶  | سورینام               | سورینام               | ۰٫۶                                       | ۲۰۰۶          |
| ۱۵۷  | جامائیکا              | جامائیکا              | ۰٫۶                                       | ۲۰۰۶          |
| ۱۵۸  | گرجستان               | گرجستان               | ۰٫۵۹                                      | ۲۰۰۵          |
| ۱۵۹  | باربادوس              | باربادوس              | ۰٫۵                                       | ۲۰۰۶          |
| ۱۶۰  | گامبیا                | گامبیا                | ۰٫۵                                       | ۲۰۰۶          |
| ۱۶۱  | باهاما                | باهاما                | ۰٫۵                                       | ۲۰۰۶          |
| ۱۶۲  | مکزیک                 | مکزیک                 | ۰٫۵                                       | ۲۰۰۶          |
| ۱۶۳  | لائوس                 | لائوس                 | ۰٫۵                                       | ۲۰۰۶          |
| ۱۶۴  | کاستاریکا             | کاستاریکا             | ۰٫۴                                       | ۲۰۰۶          |
| ۱۶۵  | گواتمالا              | گواتمالا              | ۰٫۴                                       | ۲۰۰۶          |
| ۱۶۶  | مولدووا               | مولداوی               | ۰٫۴                                       | ۲۰۰۵          |
| ۱۶۷  | هائیتی                | هائیتی                | ۰٫۴                                       | ۲۰۰۶          |
| ۱۶۸  | موریس                 | موریس                 | ۰٫۳                                       | ۲۰۰۶          |
| ۱۶۹  | ترینیداد و توباگو     | ترینیداد و توباگو     | ۰٫۳                                       | ۲۰۰۶          |
| ۱۷۰  | تانزانیا              | تانزانیا              | ۰٫۲                                       | ۲۰۰۵          |
| ۱۷۱  | برمودا                | برمودا                | ۰٫۱۱                                      | ۲۰۰۵          |
| ۱۷۲  | گینه استوایی          | گینه استوایی          | ۰٫۱                                       | ۲۰۰۶          |
| ۱۷۳  | ایسلند                | ایسلند                | ۰٫۰                                       | ۲۰۰۵          |
| -    | اتحادیه اروپا         | اتحادیه اروپا         | ۰٫۷–۴٫۳                                   | ۲۰۰۵–۲۰۰7     |